# 山本卓 (技術者)
山本 卓（やまもと たかし、1957年11月26日 - ）は、トヨタ自動車株式会社常務役員。

## 経歴・人物
愛知県名古屋市出身。1980年3月京都大学工学部冶金学科卒。1982年3月京都大学大学院修了後、同年4月にトヨタ自動車工業（現・トヨタ自動車）に入社。ボデー設計部を経て、1984年から製品企画部門に異動。初代、2代目LS400、服部哲夫と加藤光久がチーフエンジニアの立場であった11代目、12代目クラウンを担当。12代目では加藤の下で山本が主査として初期の企画から開発を担当。その後、初代マークX、3代目アベンシスのチーフエンジニアを担当後、2009年から再びクラウンにチーフエンジニアとして復帰し、13代目のマイナーチェンジ、そして14代目 (マジェスタも含む) の開発を担当。2013年4月エグゼクティブチーフエンジニア・常務理事。2014年4月常務役員、Lexus International Executive Vice President、製品企画本部統括。2016年4月Lexus International Co. Executive Vice President。2017年4月Mid-size Vehicle Company Executive Vice President就任。

## エピソード
山本によれば前述の13代目クラウンからハイブリッドが登場したものの、V6 3.5Lであったゆえに価格も比較的高額だったことから14代目のハイブリッドではユーザーの配慮も考え、V6を捨てて直列4気筒（直4）2.5Lにすることを決断。ところがクラウンを取り扱うトヨタ店の関係者から「6気筒（V6）じゃなくて、4気筒（直4）のクラウンを作るのか！そんなのはクラウンじゃない」との反発を受け、9代目、10代目（マジェスタも含む）の開発を担当した渡邉浩之（2016年逝去）からも「馬鹿者！」、「もし、直列4気筒でやるんだったら、V6以上のものを作らないと、俺が許さん！」とまで言われたほどだという。なお、似たような現象はマジェスタでも発生した。